# Cartes Zener

Cartes Zener

Les cartes Zener conformen una baralla de cartes de 25 naips de cinc tipus distints. Van ser utilitzades pel parapsicòleg Joseph B. Rhine i Karl Zener, amb la finalitat d'estudiar amb un mètode científic si existeixi o no, la possibilitat de percepció extrasensorial (ESP) aparent (principalment clarividència). Rhine, botànic de formació, era un scèptic que basava la seva recerca en la hipòtesi, que si el fenomen existís, se l'havia de provar de manera experimental, ergo, si no se'n trobessin de proves, no existeix. Amb aquest projecte es va trobar entre dues cadires: els creients de parapsicologia no en volien d'explicacions alternatives per a fenòmens «miraculosos», i els científics trobaven l'objecte de l'estudi totalment irrellevant.
Després experiments amb naips normals, va trobar un biaix en el fet que les persones tenien naips preferits. Per això va cercar un joc de naips nou, amb el qual les persones que participaven en els tests, no tenien cap associació prèvia a l'experiment. Els diferents pals, quadrat (□), cercle (○), estrella (☆), creu (+) i línies ondulades (⌇⌇⌇), van ser dissenyats com a figures simples, però distintes, desambigües, de fàcil mesurament estadístic.
Segons la teoria de la probabilitat, si no hi ha cap altre factor en joc que l'atzar, les resultats s'han de distribuir segons una distribució normal. Amb 25 naips i 5 possibilitats, 79% de les persones obtindran entre 3 i 7 respostes correctes, la probabilitat d'obtenir 8 o més respostes correctes és 10,9%, etc. Si els resultats en un gran nombre d'experiments desvien de la distribució normal, es pot inferir l'existència d'un, o més altres factors que influeixin en els resultats. Però, la desviació per si mateix no és una prova de l'existència de percepció extrasensorial, hi poden jugar altres factors o biaixos metodològiques en l'execució dels experiments. Finalment, per confirmar una hipòtesi, altres cercadors han d'obtenir els mateixos resultats, quan repliquen l'experiment.
Quan les cartes Zener van ser inventades, a la dècada dels anys 1920, eren mesclades a mà, però Rhine va preferir més endavant utilitzar una màquina per a acomplir aquesta tasca. Inicialment es feia servir un paper blanc translúcid bastant fi. Algunes persones obtenien puntuacions bastant altes, però aviat es va advertir que era possible veure els símbols a través de les cartes. Encara que el concepte de l'experiment era correcte, s'han demonstrat posteriorment molts errors de procediment que no permeten confirmar les conclusions de Rhine. Cap científic que va assajar de replicar els experiments, no va obtenir els mateixos resultats.